# SBMG
SBMG est un groupe de hip-hop néerlandais, originaire d'Amsterdam.

## Biographie
Chyvon et Henk, tous deux d'origines surinamaises, grandissent tous les deux dans le quartier de Kraaiennest à Amsterdam-Sud-Est. Les deux se connaissent depuis la maternelle. C'est seulement à l'école secondaire que les deux s'inspirent d'une carrière de rappeur. Leur nom est un sigle de Sawtu Boys Money Gang. En 2013, les deux surinamais décident de rapper ensemble. Dans les premiers mois de leur carrière, ils formaient un trio avec Bryan Oduro (BKO, rappeur également). 
Leur nom de scène vient de la bande surinamaise Sawtu Boys. Sawtu Boys signifie littéralement « garçons salés », et en terme transgressif « garçons friqués ». Le duo change de nom pour Sawtu Boys Money Gang et le raccourcit en SBMG. À l'âge de 15 ans, le duo sort la chanson Heel arrogant et effectuent leurs premières représentations. Pendant un an, le duo donne plus de 200 concerts. Ils jouent aux Pays-Bas et en Belgique.
Au début, ils gagnent en popularité sur YouTube. Ils attirent l'intérêt Kees de Koning qui les signe au label TopNotch en 2014. Leur premier single, Oeh na na, est publié mais ne dépasse pas le classement Tip 30 ; il devient cependant un succès sur Internet. Anouk publie un tweet à l'infidélité de la chanson. Sur YouTube, il compte plus de 4,5 millions de fois de vues en un an. En 2015, ils atteignent le Single Top 100 avec le single.

## Discographie

### Albums studio
- 2016 : Richting Kraaie
- 2016 : No Mickey Mouse Business

### Mixtapes
- 2014 : Money en gang en mixtape

### Singles
- 2015 : Hard Work Pays off (feat. Broederliefde)
- 2015 : Dansen
- 2015 : Mandela (feat. Sevn Alias, Louis, D-Double, Lijpe et Hef)
- 2016 : Hard gaan
- 2016 : Ze wilt niet (feat. Emms)
- 2016 : Langs je rij (feat. Kevin)
- 2016 : Mode met guap
- 2016 : Who do u love (feat. Jonna Fraser)
- 2016 : Laag/Boven (feat. Latifah)
- 2016 : No Mickey
- 2017 : Concreet (feat. Navi)
- 2017 : 4x Duurder (feat. Lil Kleine & DJ Stijco)
- 2017 : Pull Up Game Strong (feat. Diquenza)
- 2018 : LIT (feat. Boef)